# Armata 6 rusă (1916-1918)
Armata 6 rusă a fost una din marile unități operative ale Armatei Țariste Ruse, participantă la acțiunile militare de pe frontul român, în timpul Primului Război Mondial. În această perioadă, a fost comandată de generalul locotenent Afanasie Andreevici Țurikov. :p. 183